# D. C. 더글러스

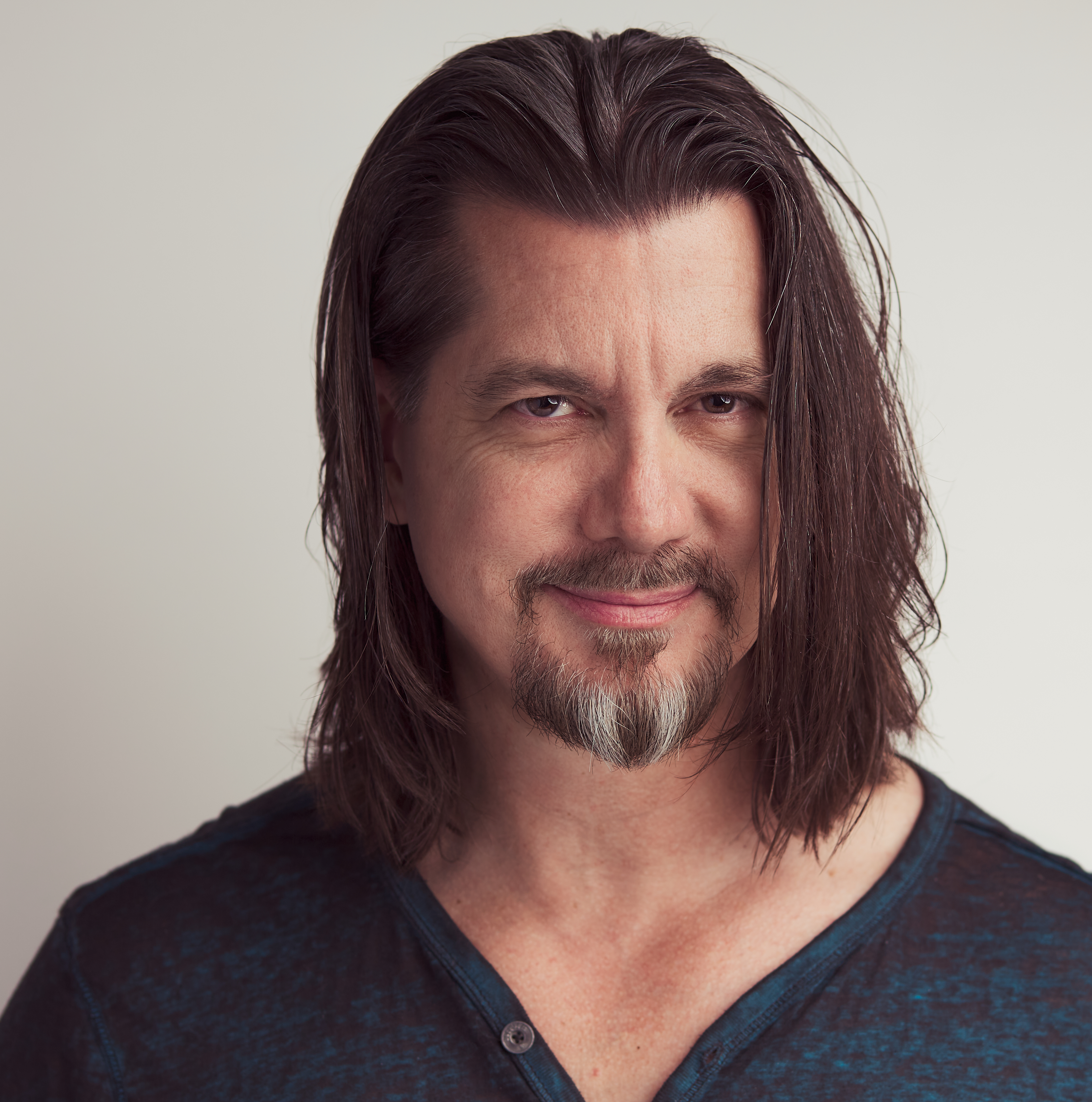
2021년 모습

D.C. 더글러스(D. C. Douglas, 1966년 2월 2일 ~ )는 미국의 배우, 성우, 영화 감독이다.
버클리에서 태어났다.

## 출연 작품
- 리본즈 (2016년)
- 헬렌 얼론 (2014년)
- 아메리칸 섹스 파이 (2014년) - 딘 역
- 샤크스톰2: 샤크네이도 (2014년)
- 타이타닉 2 (2010년) - 윌 하워드 선장 역
- 체인지 유어 라이프! (2009년)
- 레이버 페인스 (2009년)
- 데드 라이드 (2008) - 래리 그러브먼 역
- Universal Remote (2007)
- 뉴욕 웨이팅 (2006년)
- 왓 어바웃 브라이언 (2006년)
- 666: 더 차일드 (2006년)
- 허수아비 슬레이어 (2003년)
- 더 파이팅 (2000년)
- 쇼킹 패밀리 (1999년)
- 언더 씨즈 2 (1995년)
- 퓨쳐 포스 (1990년)

### 텔레비전
- 우리 생애 나날들 (1991-2014)
- 더 영 앤 더 레스트리스 (1996-2014)
- 더 볼드 앤 더 뷰티풀 (1997-2017)

## 같이 보기
- 길버트 갓프리드